# Valdemar Villadsen
Valdemar Villadsen ist ein dänischer Tenor und Bühnenregisseur.

## Ausbildung
Valdemar Villadsen studierte bis 2012 in der Solistenklasse am Königlich Dänischen Musikkonservatorium in Kopenhagen.

## Karriere
Valdemar Villadsens professionelles Bühnendebüt fand 2012 in Jurij Possochows Narcissum am Königlichen Dänischen Theater statt. Seitdem ist er als Tenorsolist europaweit in Konzerten und Opernproduktionen tätig.
Engagements führten ihn an die Staatsoper Berlin - Unter den Linden, das Königliche Brüsseler Opernhaus La Monnaie, die Königliche Oper Kopenhagen, das Hessischen Staatstheater Wiesbaden und die Oper Kiel. Als Konzertsänger trat er in der Royal Albert Hall, der Philharmonie Berlin und der Queen Elizabeth Hall auf.
Sein Opernrepertoire umfasst neben Mozarts Ferrando und Tamino unter anderem Almaviva in Rossinis Il Barbiere di Siviglia, Lindoro in Rossinis L’Italiana in Algeri, Offizier in Zimmermanns Die Soldaten, Seth in Franz Danksagmüllers Nova, Castor in Rameaus Castor et Pollux, Pygmalion in Rameaus Pygmalion, Glaucus in Leclairs Scylla et Glaucus und Apollo in Francesco Cavallis Gli amori d’Apollo e di Dafne.
Als Konzertsänger ist er vor allem in der Rolle als Bach-Evangelist bekannt. Er sang den Evangelisten in Bachs Passionen in Schweden, Dänemark, Großbritannien, Island, Schweiz, Italien und Deutschland (unter anderem in der Philharmonie Berlin). Er sang unter Dirigenten wie Giancarlo Andretta, Julius Rudel, Lars Ulrik Mortensen, Christina Pluhar, Václav Luks, Paul Hillier, Andrew Lawrence-King, Fabio Luisi, Michael Hofstetter, Kazushi Ono, Mark Tatlow und arbeitete mit den Regisseuren Vasily Barkhatov, Lucinda Childs und Sir David McVicar.